# Европейско право
Европейското право е съвкупност от правни норми, които включват 3 компонента:
1. европейското интеграционно право – например правото на Европейския съюз;
2. правните норми, обезпечаващи функционирането на европейската система за защита правата на човека, основно ЕКЗПЧОС;
3. други правни норми на европейските международни договори.

## Понятие
Понятието за европейско право има 2 тълкувания – широко и стеснено (тясно). Първото се отнася до правните норми регулиращи въобще отношенията в Европа, т.е. организацията и дейността на почти всички международни организации осъществяващи дейност в Европа, ведно със съвкупността от икономически, социални, политически, научни и културни връзки между страните на европейския континент. В този случай, европейското право се разбира като регионална част на/по географски признак от международното право.
В тесен смисъл под европейско право се разбира правото на Европейския съюз, т.е. интеграционното право разпростриращо се само на територията на държавите членки на Европейския съюз.

## История
Европа, и в частност на Европейския съюз, е уникален пример за интеграция на държави и народи. Възникналата на тази основа правна система е уникална като пример с наднационалните си институции.
В историята на европейското право се разграничават три периода:
1. първи етап – от 1950-те до началото на 1970-те години – това е началният етап на възникване на европейския интеграционен процес с постепенното изграждане на СЕ и ЕС;
2. втори етап – от средата на 1970-те до средата на 1980-те години – период на възникване и формиране на науката за изучаване правото на Европейската общност;
3. трети етап – след падането на Берлинската стена и Желязната завеса, т.е. от началото на 1990-те години до днес е фазата на настоящия етап от изучаването на правото на Европейския съюз.[1]

В европейското право са се обособили и правни отрасли – митническо право на ЕС, европейско екологично право, транспортно право на ЕС, данъчно право на ЕС и др.